# Friedrich Konrad Beilstein

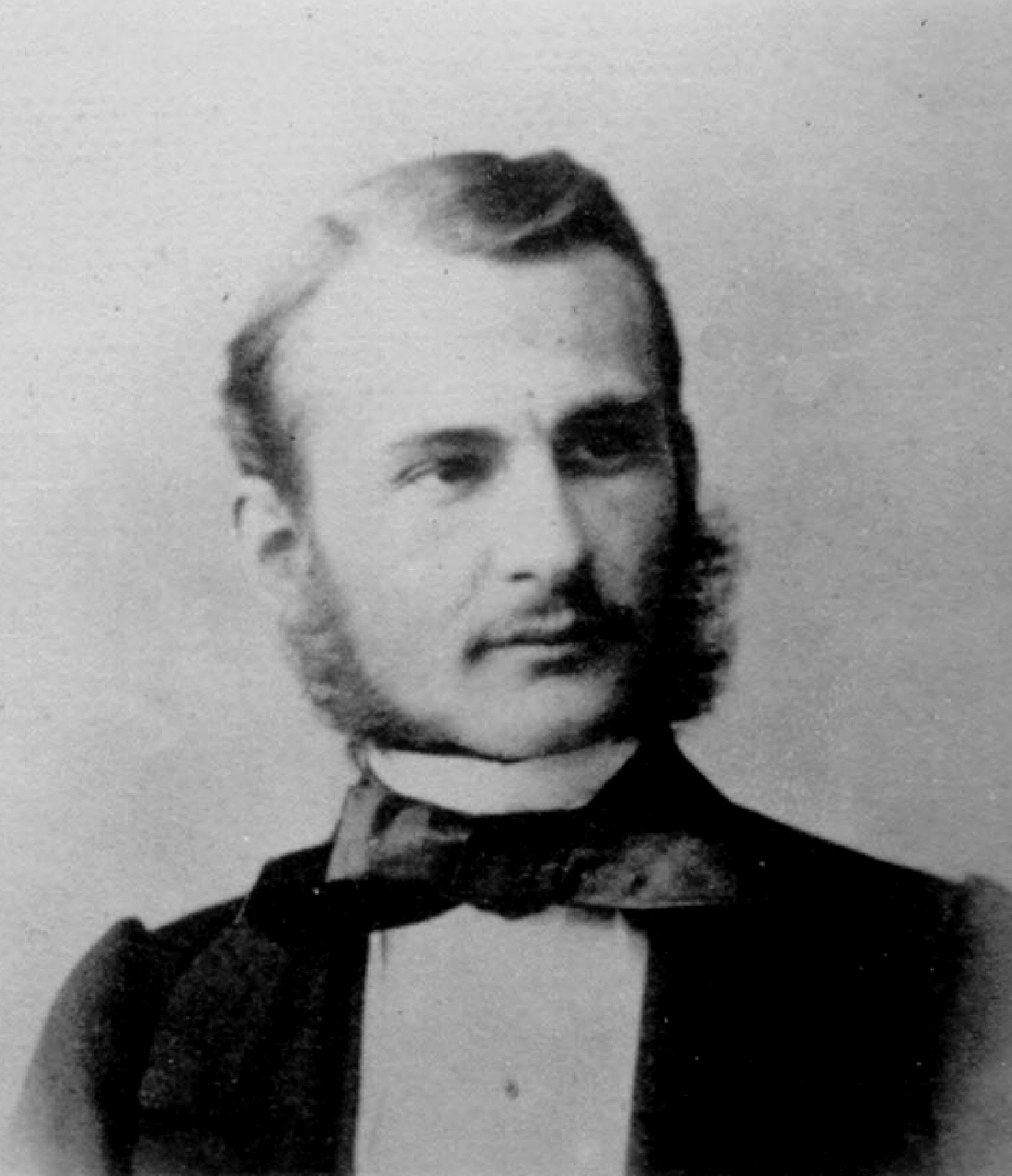
Friedrich Konrad Beilstein

Friedrich Konrad Beilstein (auch unter dem russischen Namen Фёдор Фёдорович Бейльштейн/ Fjodor Fjodorowitsch Beilstein; * 5. Februarjul. / 17. Februar 1838greg. in Sankt Petersburg; † 5. Oktoberjul. / 18. Oktober 1906greg. ebenda) war ein deutsch-russischer Chemiker (Organische Chemie).

## Leben
Friedrich Konrad Beilstein wurde als erstes von sieben Geschwistern seiner aus Deutschland stammenden Eltern Karl Friedrich Beilstein und Katharina Margarete Rutsch in St. Petersburg geboren, wo die Eltern eine Schneiderwerkstatt seines Onkels Konrad Rutsch übernommen hatten.
Mit 15 Jahren zog er nach Deutschland und studierte Chemie u. a. bei Bunsen und Kekulé in Heidelberg, Justus Liebig, mit dem Beilstein zudem verwandt ist, in München und Wöhler in Göttingen, wo er 1858 mit einer Dissertation „Ueber das Murexid“ promovierte. Nach Studienaufenthalten an der Sorbonne in Paris (u. a. bei Charles Friedel und Charles Adolphe Wurtz) und bei Carl Löwig in Breslau (wo er auch seinen Studienfreund aus Heidelberg Lothar Meyer wiedertraf) wurde Beilstein 1860 Dozent (Habilitation 1860) und Assistent von Wöhler und 1865 außerordentlicher Professor in Göttingen. 1866 folgte er einem (zweiten) Ruf an das Technologische Institut in St. Petersburg (als Nachfolger von Dmitri Iwanowitsch Mendelejew); später nahm er die russische Staatsbürgerschaft an. 1896 gab er seine Professur altersbedingt auf.

## Forschung
In seiner Forschungstätigkeit beschäftigte sich Beilstein vor allem mit den aromatischen Verbindungen. So fand er z. B. 1866 bei der Chlorierung von Toluol die wichtige Regel, dass die Halogenierung von Alkylbenzolen in der Hitze vorwiegend an der Seitenkette (z. B. zu Benzylchlorid), in der Kälte oder unter Einfluss eines Katalysators (z. B. Iod) am Benzolkern (z. B. zu Chlortoluol) erfolgt (Merkspruch: Siedehitze, Sonnenlicht → Seitenkette; Kälte, Katalysator → Kern).

## Tätigkeit als Herausgeber
Von 1865 bis 1871 gab Beilstein zusammen mit Rudolph Fittig die Zeitschrift für Chemie heraus.
Beilstein war Begründer und erster Herausgeber des „Handbuchs der Organischen Chemie“ (1. Auflage 1881), das als „Der Beilstein“ bis heute als Standardwerk gilt. Der „Beilstein“ war sein Lebenswerk, an dem er jahrzehntelang arbeitete und dessen erste drei Auflagen er allein betreute und schrieb. 1896 übernahm dann aufgrund des gewaltigen Anstiegs organischer chemischer Verbindungen und der zugehörigen Literatur, die ein Einzelner allein nicht mehr bewältigen konnte, die Deutsche Chemische Gesellschaft die Herausgabe (Leitung Paul Jacobson). Unter ihrer Leitung erschienen bis 1906 zunächst die Ergänzungsbände der 3. Auflage, ab 1918 das sogenannte „Hauptwerk“ (die 4. Auflage).

## Ehrungen und Mitgliedschaften
Nach ihm benannt ist die Beilsteinprobe zum Nachweis organischer Halogenverbindungen. Die 1951 gegründete gemeinnützige Stiftung „Beilstein-Institut zur Förderung der Chemischen Wissenschaften“ in Frankfurt/Main trägt ebenfalls seinen Namen.
1883 wurde Beilstein zum Mitglied der Petersburger Akademie der Wissenschaften gewählt. Ab 1888 war er auch korrespondierendes Mitglied der Preußischen Akademie der Wissenschaften.

## Werke
- (mit P. Geitner): Ueber das Verhalten der Homologen des Benzols gegen Chlor. Ann. Chem. u. Pharm., Bd. 139, S. 331–342, 1866.
- Anleitung zur qualitativen chemischen Analyse. Quand & Händel, Leipzig 1870. (Digitalisat 2. Aufl.)
- Die chemische Grossindustrie auf der Weltausstellung zu Wien im Jahre 1873. Quand & Händel, Leipzig 1873. (Digitalisat)
- Handbuch der organischen Chemie. Voss, Hamburg/Leipzig 1883. (archive.org) Vielbändiges Werk mit Fortsetzungen bis in die Gegenwart.